# Szimbolikus integrálás
A matematikában, a szimbolikus integrálás az az eljárás, amikor meg kell megtalálni egy adott f(x) függvény antideriváltját vagy más néven a határozatlan integrálját, azaz megtalálni azt a differenciálható F(x) függvényt, melyre igaz:
{\displaystyle {\frac {dF}{dx}}=f(x).}
ez kifejezhető a következő egyenlettel is:
{\displaystyle F(x)=\int f(x)\,dx.}
A “szimbolikus” kifejezést azért használják, hogy meg lehessen különböztetni a numerikus integrálástól, ahol F konkrét értékét keresik egy adott bemeneti paraméter(ek) esetén, szemben attól, amikor F-re egy általános kifejezést keresnek.
A határozatlan integrálás teljes általánosságban, algoritmussal megoldhatatlan probléma. Tehát csak arra van lehetőség, hogy minél nagyobb algoritmussal megoldható részt keressünk.
Már jóval a digitális számítógépek megjelenése előtt is, mindkét problémának megvolt a gyakorlati és elméleti jelentősége is, azonban jelenleg már általánosan számítógépeket használnak az ilyen problémák megoldására.
Egy kifejezés deriváltjának kiszámítása egyszerű folyamat, könnyű megoldó algoritmust készíteni.
A fordított eset – integrált számítani -, jóval nehezebb probléma.
Sok, viszonylag egyszerű kifejezésnek nincs olyan integrálja, melyet zárt formában lehet leírni. (Lásd még: antiderivált).
A Risch-algoritmus segítségével meg lehet határozni egy integrált, és annak fordítottját, több fajta kifejezésre. Egy ilyen algoritmus állandóan bővíthető.
A Risch-algoritmus határozatlan integrálokra vonatkozik, viszont a legtöbb integrál, melyekre a fizikusoknak, elméleti kémikusoknak és a mérnököknek van szükségük, határozott integrál, és általában kapcsolódik a Laplace-transzformációhoz, a Fourier-transzformációhoz és a Mellin-transzformációhoz.
A Risch-algoritmus egyik alternatívája a komputeralgebra rendszerek, minta-összehasonlítás, és speciális funkciók kombinációja, különösen az inkomplett gamma függvény
Ez a módszer inkább heurisztikus, mint algoritmikus, mindazonáltal ez egy hatékony módszer határozott integrálok megoldására, különösen gyakorlati műszaki alkalmazásoknál.
Ezt a módszert a Macsyma, Reduce és Axiom nevű komputeralgebra rendszerek fejlesztői dolgozták ki először.
Azóta számos más komputeralgebra rendszer van forgalomban.
Ezt a közelítést a kísérleti matematika alkalmazza.

## Példa
{\displaystyle \int x^{2}\,dx={\frac {x^{3}}{3}}+C}
ez az egyenlet példa egy határozatlan integrál szimbolikus megoldására (C egy Integrálási állandó).
{\displaystyle \int _{-1}^{1}x^{2}\,dx=\left[{\frac {x^{3}}{3}}\right]_{-1}^{1}={\frac {1^{3}}{3}}-{\frac {(-1)^{3}}{3}}={\frac {2}{3}}}
egy határozott integrál szimbolikus megoldása, és
{\displaystyle \int _{-1}^{1}x^{2}\,dx\approx 0.6667}
ugyanennek az integrál numerikus megoldása